# Angélica (2001)
Angélica é o décimo terceiro e último álbum de estúdio da cantora e apresentadora brasileira Angélica, lançado em 2001, pela gravadora Universal Music. Antes do lançamento, a gravadora assinou um contrato com Angélica para lançar três álbuns. Para o primeiro, a artista expressou que gostaria que sua maturidade e experiências de vida fossem refletidas.  
O álbum foi direcionado ao público adulto. Para promovê-lo, Angélica participou de diversos programas de televisão, como Planeta Xuxa, e realizou uma coletiva de imprensa na sede da Universal Music no Rio de Janeiro. 
No disco há uma versão cover da canção de 1998 "Big Big World", da cantora Emilia Rydberg, chamada "Big, Big Mundo", além de duas regravações: uma de Claudinho e Buchecha ("Destino") e outra da banda brasiliense Cogumelo Plutão ("Esperando na Janela"). A faixa "Se A Gente Se Entender", uma versão da canção de 1993 "Linger" da banda The Cranberries, foi lançada como o único single e apareceu entre as 100 músicas mais tocadas no Brasil em 2001.

## Antecedentes e contexto
Em 30 de outubro de 2000, o jornal Folha de S.Paulo informou que a gravadora Universal Music Brasil assinou um contrato com a cantora e apresentadora Angélica, para lançar três discos, o primeiro deles devendo ser lançado em maio de 2001.
Para o novo álbum ela queria explorar sua maturidade adquirida através de vivências de antigos relacionamentos pessoais. Em entrevista, afirmou: "Apesar de as pessoas terem uma impressão diferente, só vivemos coisas boas, porque mesmo as coisas ruins nós conseguimos transformar em algo favorável. Tanto é que hoje estou mais segura e cheia de projetos. Aprendi a confiar mais em mim e a não ouvir só a opinião dos outros".

## Produção e gravação
Nos meses que antecederam o lançamento do que viria a ser o seu décimo terceiro fonograma, a apresentadora não só trabalhou para mudar seu modo de cantar, o que pensava em fazer há anos, como também ensaiou para se apresentar sem playback.

### Canções
"Big Big Mundo" é uma versão em português para a música "Big Big World", da cantora sueca Emilia. Lançada em 1998, como single principal do álbum de estreia da cantora, também intitulado de Big Big World, sua melodia de abertura foi baseada na canção sueca de primavera "Nu grönskar det", que, por sua vez, é baseada na Mer hahn en neue Oberkeet, BWV 212 de Johann Sebastian Bach. A composição da música em inglês foi escrita pela própria Emilia e Lasse Anderson, enquanto a versão gravada por Angélica é de Paulo Sérgio Valle.
"Esperando na Janela" é uma versão cover da canção composta por Blanch Van Gogh e gravada pela banda de rock brasileira Cogumelo Plutão. Lançada em 2000 e é o primeiro single do álbum Biblioteca de Sonhos, obteve bastante sucesso em rádios brasileiras, após sua inclusão na trilha sonora da novela Laços de Família, da TV Globo.

## Lançamento e divulgação
Segundo Angélica, neste álbum ela preparou-se para agradar o público adulto e o repertório não foi escolhido pensando em apresentações para programas de televisão que ela apresentava, como nos antigos álbuns. Apesar disso, algumas canções foram apresentadas nos finais da primeira fase do quadro Video Game em 2001 a 2002 no extinto Vídeo Show (1983-2019) da TV Globo.
Para divulgação, Angélica se apresentou em uma série de programas, como o Planeta Xuxa, que foi o primeiro onde ela cantou músicas do disco. Também foi feita uma coletiva em uma das salas da sede da Universal Music no Rio de Janeiro.

## Singles
"Se a Gente se Entender" foi lançada como primeiro e único single enviado as rádios brasileiras, em 2001. Tornou-se um sucesso, e apareceu na posição de número 82 entre as 100 músicas mais tocadas do ano em 2001 no país. O single é uma versão em português da canção "Linger" da banda irlandesa de rock alternativo The Cranberries, incluída em seu álbum de estreia Everybody Else Is Doing It, So Why Can't We? (1993). Composta pelos membros da banda: Dolores O'Riordan e Noel Hogan, e produzida por Stephen Street, permaneceu por 24 semanas na Billboard Hot 100 dos EUA e também alcançou a posição número onze na parada Cash Box Top 100.

## Lista de faixas
- Créditos adaptados do álbum Angélica, de 2001.[6]

| N.º | Título                                         | Compositor(es)                                     | Duração |  |
| 1.  | "Se A Gente Se Entender (Linger)"              | Noel Hogan / Dolores O'Riordan · Vrs.: Dudu Falcão | 4:03    |  |
| 2.  | "Fotos No Espelho"                             | Tivas / Lia Soares                                 | 4:30    |  |
| 3.  | "Voz Do Coração"                               | Serginho / Paulinho                                | 3:28    |  |
| 4.  | "Destino" (Participação: Claudinho e Buchecha) | Buchecha / Buchechão                               | 4:23    |  |
| 5.  | "Eu Sei"                                       | Ricardo Feghali / Nando                            | 4:02    |  |
| 6.  | "Pra Viver Um Amor"                            | Maurício Gaetani                                   | 4:19    |  |
| 7.  | "Big, Big Mundo (Big, Big World)"              | Emilia Rydberg / Yogi / Vrs. Paulo Sergio Valle)   | 3:24    |  |
| 8.  | "Quadro De Amor"                               | Kiko / Ricardo Feghali / Nando                     | 4:24    |  |
| 9.  | "Por Que Não?"                                 | Ricardo Feghali / Nando                            | 3:51    |  |
| 10. | "Suspense"                                     | Zeppa / Jorge Vercilo                              | 4:17    |  |
| 11. | "Esperando Na Janela"                          | Blanch                                             | 4:03    |  |
| 12. | "Cinco Dias Sem Te Ver"                        | Maurício Gaetani                                   | 3:26    |  |